# Krupac (Ilidža)
Pour les articles homonymes, voir Krupac.
Krupac (en serbe cyrillique : Крупац) est un village de Bosnie-Herzégovine. Il est situé dans la municipalité d'Ilidža, dans le canton de Sarajevo et dans la fédération de Bosnie-et-Herzégovine. Selon les premiers résultats du recensement bosnien de 2013, il compte 17 habitants.
Avant la guerre de Bosnie-Herzégovine, le village faisait entièrement partie de la municipalité d'Ilidža ; après la guerre et à la suite des accords de Dayton (1995), une portion de son territoire a été rattachée à la municipalité nouvellement créée d'Istočna Ilidža et intégrée à la république serbe de Bosnie.

## Démographie

### Évolution historique de la population
| 1948 | 1953 | 1961 | 1971 | 1981 | 1991 | 2013 |
| ---- | ---- | ---- | ---- | ---- | ---- | ---- |
| -    | -    | 308  | 364  | 336  | 326  | 17   |

|  |

### Communauté locale
En 1991, la communauté locale de Krupac comptait 361 habitants, répartis de la manière suivante :